# Tin-Hama
Tin-Hama is een gemeente (commune) in de regio Gao in Mali. De gemeente telt 10.000 inwoners (2009).
De gemeente bestaat uit de volgende plaatsen:
- Ezabzab
- Ibadaïdayane
- Ichidenharen
- Idourfane Almerdas
- Idourfane Anghatane
- Idourfane Assaleh
- Idourfane Aw-wa
- Idourfane Tazidert
- Kel Gounhane
- Tin-Hama